# Magyar Nemzeti Párt (Csehszlovákia)
A Magyar Nemzeti Párt csehszlovákiai magyar politikai párt volt 1925–1936 között.

## Előzményei
1920-ban Országos Magyar Kisgazda, Földmíves és Kisiparos Párt néven alakult párt, amely elsősorban a falusi gazdatársadalom és a református lakosság köreiben volt népszerű. E párt megalakulásakor két központhoz, Komáromhoz és Rimaszombathoz kötődött. Országos pártként az első parlamenti választások után 1920. május 24-én alakult meg Komáromban, ahol elfogadták az Országos Magyar Kisgazda, Földmíves és Kisiparos Párt alapszabályzatát és vezetőséget választottak. A párt elnöke a gömöri régiót képviselő Szent-Ivány József, ügyvezető elnöke pedig a komáromi Mohácsy János lett. Programjának középpontjában a szlovákiai magyar kisebbség, különösen a gazdatársadalom érdekeinek védelme állt. Az 1920 augusztusában Pöstyénben elfogadott program szerint a széles önkormányzatiságot támogatta. Később programjába Szlovákia autonómiájának a követelése is bekerült. 1921-ben létrehozták az Országos Magyar Gazdaszövetséget.

## A Magyar Nemzeti Párt
Az 1920-as évek közepén Szent-Ivány József kísérletet tett az ellenzéki magyar pártok egységének megteremtése. Ennek érdekében létrehozták a Magyar Nemzeti Pártot, amelynek alapító gyűlése 1925. október 18-án volt. Az Országos Keresztényszocialista Párt azonban nem csatlakozott az új párthoz. Az új pártot a Kisgazdapárt és a Szlovenszkói Magyar Jogpárt tagsága hozta létre. Az alakuló gyűlésen a párt elnökévé Törköly Józsefet választották. Szent-Ivány József ugyan nem szerepelt az elnökség listáján, a párt tényleges irányítója továbbra is ő maradt. Az 1925-ös választások után szakítottak az addigi merev ellenzéki politizálással, s a „nemzeti reálpolitikát”, azaz együttműködni kész aktivista politikát folytattak, jelentősebb eredmények nélkül. A kormány nem volt hajlandó orvosolni a beterjesztett sérelmeket, ezért nem vettek részt a kormányzásban. A Rothermere-akció idején a párt visszatért a hagyományos negativista magatartáshoz, amit az 1930-as évek elején generációváltás is kísért. 1933-ban létrehozták a párt ifjúsági tagozatát Fiatal Magyarok Munkacsoportja néven. 1933-ban a párt ügyvezető elnöke Jaross Andor lett, ami a korábbinál jobboldalibb és nemzetibb töltetű politika megjelenést hozott magával. A korábbinál radikálisabb ellenzéki politikát folytattak, majd 1936-ban a párt egyesült az Országos Keresztényszocialista Párttal létrehozva az Egyesült Magyar Pártot.
A párt hivatalos lapja a Barázda (1920–1938) volt.

### Vezetői
- 1925 Törköly József
- 1933 Jaross Andor

### Szenátorai
- Richter János (1872-1934) plébános, országgyűlési képviselő